# PEC in het seizoen 1912/13
Het seizoen 1912/1913 was het 3e jaar in het bestaan van de Zwolse voetbalclub PEC. De club kwam uit in de Tweede Klasse Oost B.

## Wedstrijdstatistieken

### Tweede Klasse B
| Sportclub Enschede                                      |                                  |               |                    |
|                                                         | PEC                              | 0 – 3 (0 – 2) | Sportclub Enschede |
| 23 februari 1913 Plaats: Zwolle Het Bleekien            |                                  |               | 20' 65'            |
|                                                         | Sportclub Enschede               | 2 – 1 (1 – 0) | PEC                |
| 29 september 1912 Plaats: Enschede Volkspark            | Hendrik Berfelo A Rietman        |               |                    |
| H.V.V. Hengelo                                          |                                  |               |                    |
|                                                         | PEC                              | 3 – 1 (2 – 1) | HVV Hengelo        |
| 2 maart 1913 Plaats: Zwolle Het Bleekien                | 65'                              |               |                    |
|                                                         | HVV Hengelo                      | 4 – 0 (3 – 0) | PEC                |
| 6 oktober 1912 Plaats: Hengelo Sportpark De Waarbeek    |                                  |               |                    |
| Daventria                                               |                                  |               |                    |
|                                                         | PEC                              | 1 – 5 (0 – 3) | VV Daventria       |
| 16 februari 1913 Plaats: Zwolle Het Bleekien            |                                  |               |                    |
|                                                         | VV Daventria                     | 3 – 1 (? – ?) | PEC                |
| 27 oktober 1912 Plaats: Deventer Sportpark Daventria    |                                  |               |                    |
| De Tubanters                                            |                                  |               |                    |
|                                                         | PEC                              | 2 – 0 (1 – 0) | De Tubanters       |
| 16 maart 1913 Plaats: Zwolle Het Bleekien               | 35'                              |               |                    |
|                                                         | De Tubanters                     | 4 – 0 (2 – 0) | PEC                |
| 3 november 1912 Plaats: Enschede Sportpark De Tubanters | Holstege Goorhuis Goorhuis (pen) |               |                    |
| A.V.C. Heracles                                         |                                  |               |                    |
|                                                         | PEC                              | 1 – 0 (0 – 0) | A.V.C. Heracles    |
| 10 november 1912 Plaats: Zwolle Het Bleekien            | Menno Oomen                      |               |                    |
|                                                         | A.V.C. Heracles                  | 4 – 1 (3 – 1) | PEC                |
| 9 februari 1913 Plaats: Almelo Bornsestraat             | Stiebe Toren Barten              |               |                    |
| Quick                                                   |                                  |               |                    |
|                                                         | PEC                              | 2 – 2 (2 – 2) | Quick              |
| 20 oktober 1912 Plaats: Zwolle Het Bleekien             | de Groot 15'                     |               |                    |
|                                                         | Quick                            | 2 – 0 (? – 0) | PEC                |
| 8 december 1912 Plaats: Kampen Sportpark Wijnberg       |                                  |               |                    |

### Promotie- en degradatiewedstrijden
| Enschedese Boys                                           |                                 |               |                 |
|                                                           | PEC                             | 1 – 2 (0 – 0) | Enschedese Boys |
| 27 april 1913 Plaats: Zwolle Het Bleekien                 |                                 |               | 85' ten Thije   |
|                                                           | Enschedese Boys                 | 4 – 0 (1 – 0) | PEC             |
| 1 mei 1913 Plaats: Enschede Volkspark                     | Achterhuis ter Steege ten Thije |               |                 |
| WVV Wageningen                                            |                                 |               |                 |
|                                                           | PEC                             | 2 – 1 (? – ?) | WVV Wageningen  |
| 4 mei 1913 Plaats: Zwolle Het Bleekien                    |                                 |               |                 |
|                                                           | WVV Wageningen                  | 5 – 1 (2 – 0) | PEC             |
| 11 mei 1913 Plaats: Wageningen Stadion de Wageningse Berg |                                 |               |                 |
| O.D.O.                                                    |                                 |               |                 |
|                                                           | PEC                             | 2 – 1 (2 – 0) | O.D.O.          |
| 18 mei 1913 Plaats: Zwolle Het Bleekien                   |                                 |               |                 |
|                                                           | O.D.O.                          | 3 – 1 (? – ?) | PEC             |
| 25 mei 1913 Plaats: Arnhem Sportpark O.D.O.               |                                 |               |                 |

## Statistieken PEC 1912/1913

### Eindstand PEC in de Nederlandse Tweede Klasse 1912 / 1913
| Stand | Gespeeld | Gewonnen | Gelijk | Verloren | Punten | Doelpunten voor | Doelpunten tegen |
| ----- | -------- | -------- | ------ | -------- | ------ | --------------- | ---------------- |
| 7e    | 12       | 3        | 1      | 8        | 7      | 11              | 30               |

### Punten per tegenstander
|       | Sportclub Enschede | HVV Hengelo | Daventria | De Tubanters | A.V.C. Heracles | Quick |
| ----- | ------------------ | ----------- | --------- | ------------ | --------------- | ----- |
| Thuis | 0                  | 2           | 0         | 2            | 2               | 1     |
| Uit   | 0                  | 0           | 0         | 0            | 0               | 0     |

### Doelpunten per tegenstander
|       | Sportclub Enschede | HVV Hengelo | Daventria | De Tubanters | A.V.C. Heracles | Quick | Totaal |
| ----- | ------------------ | ----------- | --------- | ------------ | --------------- | ----- | ------ |
| Thuis | 0                  | 3           | 1         | 2            | 1               | 2     | 9      |
| Uit   | 1                  | 0           | 1         | 0            | 1               | 0     | 3      |
|       |                    |             |           |              |                 |       | 12     |